# Tölgygöngyölő keskenymoly
A tölgygöngyölő keskenymoly (Caloptilia alchimiella) a valódi lepkék (Glossata) közé sorolt keskenyszárnyú molylepkefélék (Gracillariidae) családjának egyik, Magyarországon is élő faja.

## Elterjedése, élőhelye
Holarktikus faj, hazánkban hazánkban mindenfelé megtalálható.

## Megjelenése
12–14 mm fesztávolságú szárnya ibolyásvörös, háromszög alakú barnásszürke rajzolattal és sárga szegélyfolttal.

## Életmódja
Évente két nemzedéke kel ki; az első júniusban, a második augusztustól őszig. Fő tápnövénye a bükk(Fagus), esetenként a tölgy (Quercus).

## Külső hivatkozások
- Mészáros Zoltán – Szabóky Csaba: A magyarországi molylepkék gyakorlati albuma. Budapest: Agroinform. 2005.  arch Hozzáférés: 2018. április 6. (PDF)